# Francisco Lagos Cházaro
Francisco Jerónimo de Jesús Lagos Cházaro Mortero (né le 20 septembre 1878 à Veracruz et mort le 13 novembre 1932 à Mexico) est un homme d'État mexicain, président du Mexique,.